# ランブレッタ福岡
ランブレッタ福岡（Runbretta福岡）は、福岡県を本拠地とするフットサルクラブ。九州フットサルリーグ1部所属。名称はポルトガル語でヒールリフトを意味する（Lambretta）に由来するが、「攻守にわたって走る(run)」という意味からRunbrettaという表記を用いている。

## 歴史
2013年に前身のチームからランブレッタ福岡に改称して発足し、2013年シーズンには福岡県フットサルリーグ1部に在籍していた。2014年シーズンも福岡県フットサルリーグ1部に在籍し、11戦11勝で全勝優勝。各県リーグ決勝大会では3連勝して九州フットサルリーグ2部に昇格した。2015年シーズン前にはアイズ福岡をサテライトチームとして編入している。2015年シーズン終了後には九州フットサルリーグ1部に自動昇格。2016年には九州フットサルリーグ1部で優勝した。
2017年には第１７回F・地域チャンピオンズリーグに九州地域第一代表として初めて出場し全国３位になった。
また、全日本フットサル選手権大会に出場したが、０勝３敗でグループリーグ敗退している。
２０１８年には九州リーグを２連覇し、第１８回F・地域チャンピオンズリーグに九州地域第一代表として２年連続出場３位となった。
２０１９年九州リーグを３連覇し、第１９回F・地域チャンピオンズリーグに出場したが０勝３敗でグループリーグ敗退している。

## タイトル
- 福岡県フットサルリーグ1部

2014年
福岡県フットサルリーグ１部 優勝
九州各県フットサルリーグ決勝大会 優勝
2015年
九州フットサルリーグ２部 優勝
2016年
九州フットサルリーグ1部 優勝
第17回F・地域チャンピオンズリーグ 3位
2017年
九州フットサルリーグ1部 優勝
第18回F・地域チャンピオンズリーグ 3位
2018年
九州フットサルリーグ1部 優勝